# Junior Fisher
Junior Fisher (2 aprile 1978) è un calciatore britannico delle Isole Cayman, di ruolo difensore.

## Carriera

### Club
Ha giocato nella massima serie del campionato delle Isole Cayman con gli Scholars International.

### Nazionale
Ha esordito in Nazionale nel 2004.